# 趙杲 (成化丙戌進士)
趙杲（1427年—？），字德輝，直隸河間府滄州人，明朝政治人物。進士出身。

## 生平
順天府鄉試第一百名。成化二年（1466年）丙戌科會試第二百八十名，殿試登進士第三甲第五十四名。

## 家族
曾祖趙世安。祖父趙士成。父亲趙信。